# Proutista javensis
Proutista javensis är en insektsart som beskrevs av Frederick Arthur Godfrey Muir 1913. Proutista javensis ingår i släktet Proutista och familjen Derbidae. Inga underarter finns listade i Catalogue of Life.